# Chelonoidis niger hoodensis
Chelonoidis niger hoodensis is een schildpad uit de familie landschildpadden (Testudinidae). 

## Naam en indeling
De wetenschappelijke naam van de soort werd voor het eerst voorgesteld door John Van Denburgh in 1907. Oorspronkelijk werd de wetenschappelijke naam Testudo hoodensis gebruikt. Chelonoidis hoodensis was lange tijd een aparte soort naast de galapagosreuzenschildpad (Chelonoidis nigra), maar sinds het DNA-onderzoek een belangrijke plaats heeft binnen het systematisch onderzoek wordt hij (weer) als een ondersoort beschouwd. Vroeger werd de soort ook wel tot het geslacht Geochelone gerekend. Hierdoor wordt in de literatuur vaak een verouderde wetenschappelijke naam vermeld.
De ondersoortaanduiding hoodensis betekent vrij vertaald 'wonend in Hood' en verwijst naar de verouderde naam voor het eiland Española; 'Hood Island'.

## Uiterlijke kenmerken
De schildpad bereikt een maximale schildlengte tot ongeveer 81 centimeter, hiermee is het een van de kleinste soorten galapagosschildpadden. De kleur van het schild is zwart. De kop en poten zijn grijs tot zwart van kleur met gele tot witte vlekjes op de kaken, kin en keel.
Het rugschild is sterk zadelvormig en is erg smal aan de voorzijde. Het midden van het rugschild is sterk verlaagd bij oudere dieren. De achterste marginaalschilden hebben doornachtige punten en zijn naar beneden gericht. De marginaalschilden aan de zijkanten van het schild staan zijwaarts naar onderen gericht. 
Het buikschild is zwart van kleur. De plastronformule is als volgt: abd > hum > fem > an >< gul > > pect. Mannetjes zijn van vrouwtjes te onderscheiden door een iets dikkere staart, ze worden tevens groter en hebben een sterker ontwikkelde zadelvorm van het schild. 

## Levenswijze
Mannetjes worden volwassen als ze een schildlengte van ongeveer 69 centimeter bereiken, vrouwtjes al bij 64 cm. De mannetjes doen er ongeveer veertien jaar over om de volwassenheid te bereiken., vrouwtjes vijftien jaar. 
Chelonoidis niger hoodensis is een herbivoor en leeft van kruiden, cactussen en grassen.

## Verspreiding en habitat
Deze reuzenschildpad komt voor als endemische ondersoort op de Galapagoseilanden (Ecuador, Zuid-Amerika) en daar alleen op het eiland Española. Het leefgebied bestaat uit droge delen met rotsen en een struikachtige begroeiing. De schildpad is vaak te vinden in gebieden die begroeid zijn met cactussen uit het geslacht Opuntia. De soort is aangetroffen van zeeniveau tot op een hoogte van ongeveer 30 tot 200 meter boven zeeniveau. 

## Status en beschermingsmaatregelen

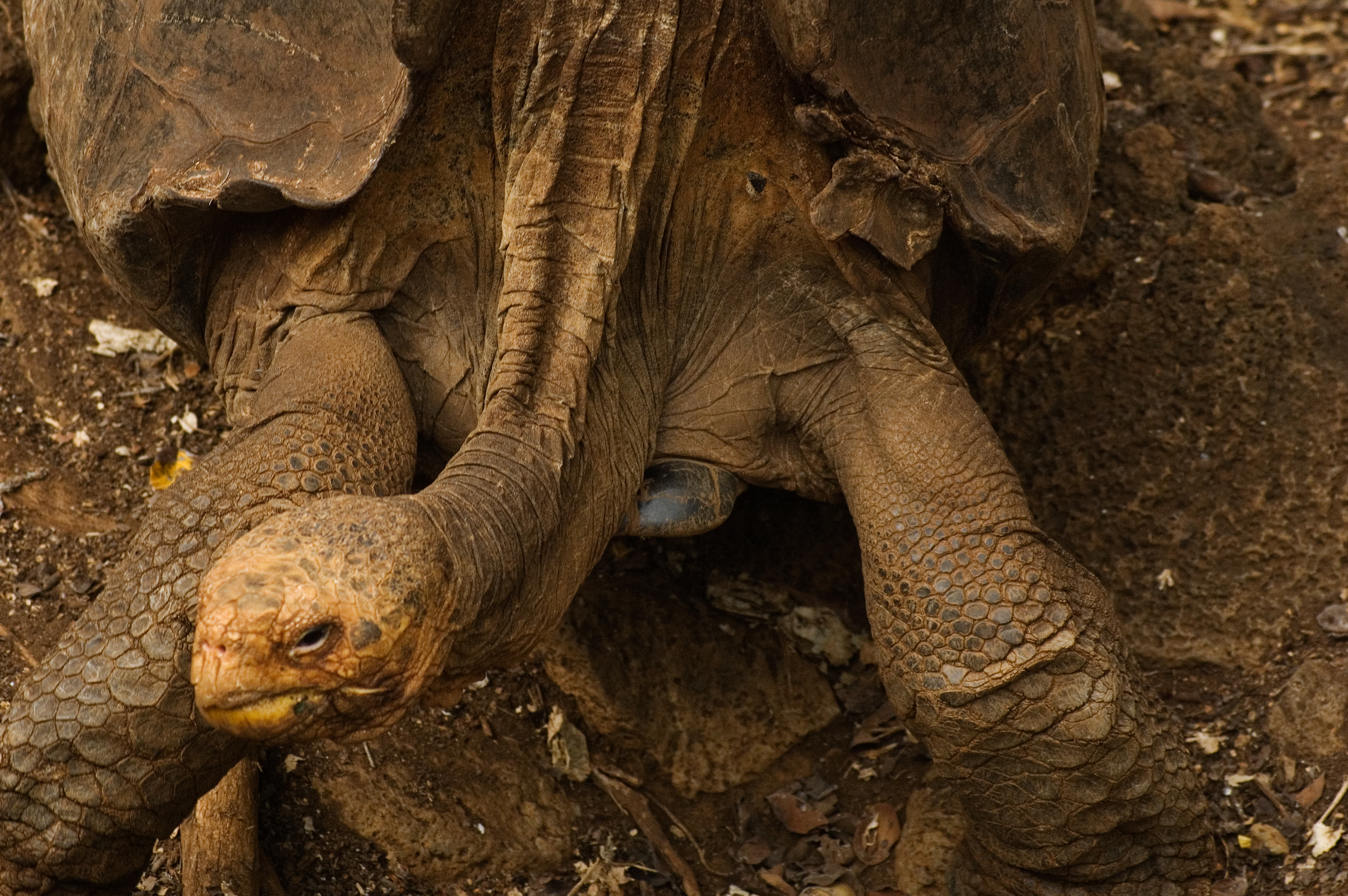
'Diego' in het Charles Darwin Research Station op het eiland Santa Cruz.

Door de internationale natuurbeschermingsorganisatie IUCN is de beschermingsstatus 'ernstig bedreigd' toegewezen (Critically Endangered of CR).
Wat er aan dieren is overgebleven bestond  voor een deel uit inteelt uit een in de jaren 1960 opgezet fokprogramma. In 2017 werden maatregelen genomen om de genetische diversiteit te verhogen. Een belangrijke rol speelde hierbij een mannetje, Diego genaamd, dat in 1933 werd gevangen op Española en tientallen jaren in San Diego Zoo verbleef. Diego werd in 1977 naar het fokcentrum op het eiland Santa Cruz overgebracht. Hij zorgde daar voor 800 nakomelingen. In die periode werden de geiten op het eiland  Española verwijderd, maar daardoor veranderde de vegetaties zo snel, dat er geen geschikt leefgebied voor de reuzenschildpadden ontstond. De nakomelingen uit het fokprogramma werden daarom losgelaten op het onbewoonde eilandje Santa Fé, waar deze schildpadden al in het midden van de 19de eeuw uitstierven. In juni 2020 werd het eiland  Española weer geschikt voor een populatie reuzenschildpadden en werd Diego met 15 nakomelingen daar losgelaten.